# Click Popularity
Click Popularity, (englisch für „Klickpopularität“) ist ein Begriff aus dem Suchmaschinenmarketing. Bei Click Popularity handelt es sich um ein Rangfolge-System (System zur Bestimmung der Ergebnisrangfolge) in Suchmaschinen, dass das Klick-Verhalten der suchenden Benutzer auswertet. Ziel ist, das Nutzerverhalten ins Ranking einfließen zu lassen, um die Relevanz der Suchergebnisse zu verbessern. 
Die meisten Anbieter von Suchmaschinen messen die Click Popularity. Ob bzw. inwieweit sie in den Gesamtalgorithmus eingeht, ist jedoch nicht bekannt.
Click Popularity ist als ein von außen beeinflussbares Kriterium für Manipulationen anfällig.